# District de Blaye
Pour les articles homonymes, voir District de Bourg.
Le district de Bourg, ou district de Blaye, est une ancienne division territoriale française du département de la Gironde de 1790 à 1795.
Il était composé des cantons de Bourg, Blaye, Césac, Etauliers, Saint Andre, Saint Christoly, Saint Ciers de Canesse, Saint Ciers de la Lande et Saint Savin.